# Barbus sublineatus
Barbus sublineatus är en fiskart som beskrevs av Daget, 1954. Barbus sublineatus ingår i släktet Barbus och familjen karpfiskar. IUCN kategoriserar arten globalt som livskraftig. Inga underarter finns listade.